# Campeonato NORCECA de Voleibol Femenino Sub-18 de 2008
El Campeonato NORCECA de Voleibol Femenino Sub-18 del año 2008 fue la sexta edición de este torneo femenino de voleibol que se realiza cada dos años. Siete selecciones nacionales de la categoría participaron en el torneo del 5 al 10 de julio de 2008 en Guaynabo, Puerto Rico. El evento sirvió como clasificatorio para el Campeonato Mundial de Voleibol Femenino Sub-18 de 2009.

## Equipos participantes
| Grupo A     | Grupo B              |
| ----------- | -------------------- |
| México      | Estados Unidos       |
| Puerto Rico | República Dominicana |
| Costa Rica  | Trinidad y Tobago    |
|             | Islas Vírgenes       |

## Primera fase
| – | Clasificado para Semifinales      |
| – | Clasificado para cuartos de final |

### Grupo A

#### Clasificación
| Pos | Equipo      | PJ | PG | PP | SF | SC | DS | PTS |
| --- | ----------- | -- | -- | -- | -- | -- | -- | --- |
| 1   | México      | 2  | 2  | 0  | 6  | 1  | 5  | 9   |
| 2   | Puerto Rico | 2  | 1  | 1  | 4  | 3  | 1  | 6   |
| 3   | Costa Rica  | 2  | 0  | 2  | 0  | 6  | -6 | 0   |

#### Resultados
| Fecha    |             | Resultado |             | Set   | Set   | Set   | Set   | Set | Puntuación Total | Reporte                                                                                              |
| Fecha    | 1           | Resultado | 2           | 3     | 4     | 5     |       |     | Puntuación Total | Reporte                                                                                              |
| -------- | ----------- | --------- | ----------- | ----- | ----- | ----- | ----- | --- | ---------------- | --- |
| 05-07-08 | Puerto Rico | 3 - 0     | Costa Rica  | 25-20 | 25-07 | 25-22 |       |     | 75 - 49          | P2 (enlace roto disponible en Internet Archive; véase el historial, la primera versión y la última). |
| 06-07-08 | México      | 3 - 0     | Costa Rica  | 25-12 | 25-09 | 25-15 |       |     | 75 - 36          | P2 (enlace roto disponible en Internet Archive; véase el historial, la primera versión y la última). |
| 07-07-08 | México      | 3 - 1     | Puerto Rico | 25-15 | 25-10 | 18-25 | 25-16 |     | 93 - 66          | P2 (enlace roto disponible en Internet Archive; véase el historial, la primera versión y la última). |

### Grupo B

#### Clasificación
| Pos | Equipo               | PJ | PG | PP | SF | SC | DS | PTS |
| --- | -------------------- | -- | -- | -- | -- | -- | -- | --- |
| 1   | Estados Unidos       | 3  | 3  | 0  | 9  | 0  | 9  | 15  |
| 2   | República Dominicana | 3  | 2  | 1  | 6  | 3  | 3  | 10  |
| 3   | Trinidad y Tobago    | 3  | 1  | 2  | 3  | 7  | -4 | 4   |
| 4   | Islas Vírgenes       | 3  | 0  | 3  | 1  | 9  | -8 | 1   |

#### Resultados
| Fecha    |                      | Resultado |                                      | Set   | Set   | Set   | Set  | Set | Puntuación Total | Reporte                                                                                              |
| Fecha    | 1                    | Resultado | 2                                    | 3     | 4     | 5     |      |     | Puntuación Total | Reporte                                                                                              |
| -------- | -------------------- | --------- | ------------------------------------ | ----- | ----- | ----- | ---- | --- | ---------------- | --- |
| 05-07-08 | Trinidad y Tobago    | 3 - 1     | Islas Vírgenes de los Estados Unidos | 21-25 | 25-17 | 25-13 | 25-9 |     | 96 - 64          | P2 (enlace roto disponible en Internet Archive; véase el historial, la primera versión y la última). |
| 05-07-08 | Estados Unidos       | 3 - 0     | República Dominicana                 | 25-22 | 25-17 | 25-15 |      |     | 75 - 54          | P2 (enlace roto disponible en Internet Archive; véase el historial, la primera versión y la última). |
| 06-07-08 | Estados Unidos       | 3 - 0     | Trinidad y Tobago                    | 25-08 | 25-11 | 25-08 |      |     | 75 - 27          | P2 (enlace roto disponible en Internet Archive; véase el historial, la primera versión y la última). |
| 06-07-08 | República Dominicana | 3 - 0     | Islas Vírgenes de los Estados Unidos | 25-06 | 25-03 | 25-09 |      |     | 75 - 18          | P2 (enlace roto disponible en Internet Archive; véase el historial, la primera versión y la última). |
| 07-07-08 | República Dominicana | 3 - 0     | Trinidad y Tobago                    | 25-03 | 25-06 | 25-07 |      |     | 75 - 16          | P2 (enlace roto disponible en Internet Archive; véase el historial, la primera versión y la última). |
| 07-07-08 | Estados Unidos       | 3 - 0     | Islas Vírgenes de los Estados Unidos | 25-07 | 25-07 | 25-07 |      |     | 75 - 21          | P2 (enlace roto disponible en Internet Archive; véase el historial, la primera versión y la última). |

## Fase final
|  | Cuartos de final     | Cuartos de final     |                |             | Semifinales          | Semifinales |  |  | Final    | Final |
|  |                      |                      |                |             |                      |             |  |  |          |       |
|  |                      |                      |                |             |                      |             |  |  |          |       |
|  |                      |                      |                |             |                      |             |  |  |          |       |
|  |                      |                      |                |             |                      |             |  |  |          |       |
|  | 09-07-08             |                      |                |             |                      |             |  |  |          |       |
|  |                      |                      |                |             |                      |             |  |  |          |       |
|  | México               | 3                    |                |             |                      |             |  |  |          |       |
|  | México               | 3                    | 08-07-08       |             |                      |             |  |  |          |       |
|  |                      | República Dominicana | 1              |             |                      |             |  |  |          |       |
|  | República Dominicana | República Dominicana | 1              | 3           |                      |             |  |  |          |       |
|  | República Dominicana |                      | 10-07-08       | 3           |                      |             |  |  |          |       |
|  | Costa Rica           | 0                    |                |             |                      |             |  |  |          |       |
|  | Costa Rica           | 0                    | Estados Unidos | 3           |                      |             |  |  |          |       |
|  |                      |                      | Estados Unidos | 3           |                      |             |  |  |          |       |
|  |                      | México               | 0              |             |                      |             |  |  |          |       |
|  |                      | México               | 0              |             |                      |             |  |  |          |       |
|  | 09-07-08             |                      |                |             |                      |             |  |  |          |       |
|  |                      |                      |                |             |                      |             |  |  |          |       |
|  | Estados Unidos       | 3                    | 3er puesto     | 3er puesto  |                      |             |  |  |          |       |
|  | Estados Unidos       | 3                    | 3er puesto     | 3er puesto  | 08-07-08             |             |  |  |          |       |
|  |                      | Puerto Rico          | 0              |             |                      |             |  |  |          |       |
|  | Puerto Rico          | Puerto Rico          | 0              | 3           | República Dominicana | 3           |  |  |          |       |
|  | Puerto Rico          |                      |                | 3           | República Dominicana | 3           |  |  |          |       |
|  | Trinidad y Tobago    | 0                    |                | Puerto Rico | 1                    |             |  |  |          |       |
|  | Trinidad y Tobago    | 0                    |                |             | 1                    |             |  |  |          |       |
|  |                      |                      |                |             |                      |             |  |  | 10-07-08 |       |
|  |                      |                      |                |             |                      |             |  |  |          |       |

### Cuartos de final
| Fecha    |                      | Resultado |                   | Set   | Set   | Set   | Set | Set | Puntuación Total | Reporte                                                                                              |
| Fecha    | 1                    | Resultado | 2                 | 3     | 4     | 5     |     |     | Puntuación Total | Reporte                                                                                              |
| -------- | -------------------- | --------- | ----------------- | ----- | ----- | ----- | --- | --- | ---------------- | --- |
| 08-07-08 | República Dominicana | 3 - 0     | Costa Rica        | 25-14 | 25-15 | 25-13 |     |     | 75 - 42          | P2 (enlace roto disponible en Internet Archive; véase el historial, la primera versión y la última). |
| 08-07-08 | Puerto Rico          | 3 - 0     | Trinidad y Tobago | 25-12 | 25-12 | 25-18 |     |     | 75 - 42          | P2 (enlace roto disponible en Internet Archive; véase el historial, la primera versión y la última). |

### Semifinales
| Fecha    |                      | Resultado |             | Set   | Set   | Set   | Set   | Set | Puntuación Total | Reporte                                                                                              |
| Fecha    | 1                    | Resultado | 2           | 3     | 4     | 5     |       |     | Puntuación Total | Reporte                                                                                              |
| -------- | -------------------- | --------- | ----------- | ----- | ----- | ----- | ----- | --- | ---------------- | --- |
| 09-07-08 | Estados Unidos       | 3 - 0     | Puerto Rico | 25-20 | 25-14 | 25-20 |       |     | 75 - 54          | P2 (enlace roto disponible en Internet Archive; véase el historial, la primera versión y la última). |
| 09-07-08 | República Dominicana | 1 - 3     | México      | 25-20 | 21-25 | 19-25 | 24-26 |     | 89 -96           | P2 (enlace roto disponible en Internet Archive; véase el historial, la primera versión y la última). |

### Partido por el 5.º puesto
| Fecha    |            | Resultado |                   | Set   | Set   | Set   | Set | Set | Puntuación Total | Reporte                                                                                              |
| Fecha    | 1          | Resultado | 2                 | 3     | 4     | 5     |     |     | Puntuación Total | Reporte                                                                                              |
| -------- | ---------- | --------- | ----------------- | ----- | ----- | ----- | --- | --- | ---------------- | --- |
| 09-07-08 | Costa Rica | 3 - 0     | Trinidad y Tobago | 25-13 | 25-09 | 25-16 |     |     | 75 - 38          | P2 (enlace roto disponible en Internet Archive; véase el historial, la primera versión y la última). |

### Partido por el3.erpuesto/medalla de bronce
| Fecha    |                      | Resultado |             | Set   | Set   | Set   | Set   | Set | Puntuación Total | Reporte                                                                                              |
| Fecha    | 1                    | Resultado | 2           | 3     | 4     | 5     |       |     | Puntuación Total | Reporte                                                                                              |
| -------- | -------------------- | --------- | ----------- | ----- | ----- | ----- | ----- | --- | ---------------- | --- |
| 09-07-08 | República Dominicana | 3 - 1     | Puerto Rico | 25-12 | 22-25 | 25-14 | 25-23 |     | 97 - 74          | P2 (enlace roto disponible en Internet Archive; véase el historial, la primera versión y la última). |

### Final
| Fecha    |                | Resultado |        | Set   | Set   | Set   | Set | Set | Puntuación Total | Reporte                                                                                              |
| Fecha    | 1              | Resultado | 2      | 3     | 4     | 5     |     |     | Puntuación Total | Reporte                                                                                              |
| -------- | -------------- | --------- | ------ | ----- | ----- | ----- | --- | --- | ---------------- | --- |
| 11-08-12 | Estados Unidos | 3 - 0     | México | 25-17 | 25-14 | 25-20 |     |     | 75 -51           | P2 (enlace roto disponible en Internet Archive; véase el historial, la primera versión y la última). |

## Clasificación General
| Puesto | Equipos                              |
| ------ | ------------------------------------ |
|        | Estados Unidos                       |
|        | México                               |
|        | República Dominicana                 |
| 4      | Puerto Rico                          |
| 5      | Costa Rica                           |
| 6      | Trinidad y Tobago                    |
| 7      | Islas Vírgenes de los Estados Unidos |

| – | Campeón y Clasificado al Mundial Tailandia 2009 |
| – | Clasificado al Mundial Tailandia 2009           |

| Brasil                   |
| Campeón                  |
| Estados Unidos 5º Título |

| Predecesor: Estados Unidos 2006 | Campeonato NORCECA de Voleibol Femenino Sub-18 Puerto Rico 2008 | Sucesor: Guatemala 2010 |